# Riña de gatos (novela)
Riña de gatos. Madrid 1936 es una novela histórica y de intriga escrita por el autor barcelonés Eduardo Mendoza. Publicada en 2010, se ambienta en la atmósfera de tensión y conspiración propia del Madrid de 1936, meses antes del estallido de la Guerra Civil. En tal año Mendoza obtuvo el Premio Planeta por esta obra, siendo galardonado con 601.000 €.

## Aproximación histórica
La Segunda República Española, que fue proclamada el 14 de abril de 1931, atravesó un periodo de gran violencia e inestabilidad a partir de las elecciones generales de febrero de 1936. La fuerza política vencedora fue el Frente Popular, coalición izquierdista integrada por socialistas y comunistas, entre otros. Niceto Alcalá-Zamora fue destituido por las Cortes y Manuel Azaña formó un nuevo gobierno, integrado por Unión Republicana e Izquierda Republicana. A partir de entonces, se incrementó la tensión social, la violencia callejera, la polarización política y las presiones de la derecha y el ejército.[cita requerida]
En este marco, un grupo de militares liderado por Emilio Mola y José Sanjurjo preparó la sublevación, desencadenada finalmente el 17 de julio de 1936, tras el asesinato de José Calvo Sotelo en respuesta al del teniente José del Castillo, dando lugar a la Guerra Civil, que comenzaría ese día desde Melilla y se prolongaría hasta el 1 de abril de 1939.

## Argumento
El protagonista es el hispanista británico Anthony Whitelands, especialista en pintura velazqueña, quien llega al Madrid convulso previo a la Guerra Civil, en la primavera de 1936. Ajeno a las ideologías políticas coetáneas y a los intereses que comienzan a converger en su labor, termina percatándose de que su vida corre peligro. La trama es doble y trata del espionaje del inglés por parte de británicos, alemanes y soviéticos, así como de un supuesto Velázquez oculto. 
Inicialmente, Whitelands llega a Madrid llamado por el marchante de obras de arte Pedro Teacher, con el objetivo de tasar la colección de cuadros del señor de la Igualada, quien vive en un palacete del Paseo de la Castellana junto a su mujer y tres de sus hijos (Guillermo, Paquita, Lilí). El objetivo del aristócrata es, supuestamente, aprovechar las ganancias derivadas de la venta de su colección para mudarse a Inglaterra, ante la creciente tensión sociopolítica de España. Sin embargo, el verdadero motivo por el cual necesita a Anthony Whitelands no es sino la autenticación de un supuesto Velázquez que permanece oculto en sótano. 
En realidad, el cuadro pretende ser vendido para financiar la compra de armas destinadas a la sublevación militar contra el gobierno de la Segunda República. Por ello, su autenticación puede marcar la diferencia de poder militar entre los bandos enfrentados en una posible lucha armada tras el golpe. Este hecho hace que distintos intereses internacionales converjan en la obra de arte. Alemania, Reino Unido, la URSS y el propio gobierno de la Segunda República ven en él un determinante clave para sus objetivos geopolíticos.

## Personajes principales
La novela incluye tanto personajes ficticios, algunos con nombres poco convencionales y algo esperpénticos, como personalidades de la historia de España, de gran importancia en el marco de la Segunda República y la Guerra Civil. Los principales se exponen en la siguiente lista:
- Anthony Whitelands. Es un hispanista británico de mediana edad, apasionado por la pintura española del Siglo de Oro y, en especial, por la pintura de Diego Velázquez. Gran admirador del Museo del Prado, ha acudido a Madrid en varias ocasiones para apreciar sus obras. Se trata de un personaje inocente e inofensivo que se mueve por Madrid sin ser consciente de la dimensión de sus crecientes problemas. Además, tiene un enredo sentimental con Paquita y conoce durante su breve estancia en Madrid a personajes históricos de gran notoriedad, tales como José Antonio y Manuel Azaña.
- Paquita. Es una joven, hija del duque de la Igualada. Tiene una relación amorosa con José Antonio y con Anthony. Desinhibida y directa, termina recluyéndose en un convento tras la marcha del inglés y el disparo contra su hermano Guillermo.
- Lilí. Es una niña de escasa edad, la menor de los cuatro hijos del duque de la Igualada. Termina enamorándose de Anthony y ayudándole a esconderse de Franco, Mola y Queipo de Llano.
- Guillermo del Valle. Es un joven militante de Falange Española, resuelto y fácilmente manipulable. Aficionado a la caza y acérrimo seguidor de José Antonio, su vida corre un grave peligro cuando es disparado por un agente de la Dirección General de Seguridad.
- Don Álvaro del Valle, duque de la Igualada y grande de España. Es un aristócrata adinerado y profundamente cristiano. De ideología falangista, reside en un palacete del Paseo de la Castellana. Consciente de la convulsa situación del país, pretende colaborar en la sublevación contra el gobierno republicano mediante la compra de armas en el exterior, para lo que la autenticación del supuesto Velázquez que guarda en su sótano resulta fundamental.
- Duquesa de la Igualada. Es la mujer de don Álvaro del Valle. Es amiga y paisana de Niceto Alcalá-Zamora, a quien trata de convencer de la conveniencia de la detención de José Antonio.
- Padre don Rodrigo. Es un sacerdote cristiano muy conservador, educador religioso de los hijos del duque de la Igualada, con quien reside.
- Higinio Zamora Zamorano. Es un civil que trata de entablar amistad con Whitelands desde su llegada a Madrid. Llega incluso a pedirle que se lleve a la Toñina a Inglaterra para ayudarla a comenzar una nueva vida. En torno a la figura de Higinio se producen varios giros argumentales. Se llega a mencionar que es un comunista a las órdenes de la URSS cuya misión es matar a Anthony, tratándose de Kolia. Sin embargo, realmente es un trabajador de la Embajada Británica.
- Justa. Es una mujer corpulenta, referida frecuentemente como "mujerona", que regenta un establecimiento de prostitución en Madrid. Su lenguaje y sus modales son espontáneos a la par que vulgares. Tiene una muy buena relación con Higinio, debido a que su marido estuvo con él en la guerra.
- Toñina. Es una joven prostituta, que se infiltra en la vida de Anthony para obtener información sobre su labor, por orden de Higinio.
- Pedro Teacher. Es un marchante de arte, con regular renombre en el mundo del arte, que encomienda a Anthony la tasación de la colección de arte de don Álvaro del Valle al inicio de la novela. En realidad, es un agente a las órdenes de Alemania. Termina siendo asesinado.
- Edwin Garrigaw. Es un experto en arte de nacionalidad británica y de avanzada edad.
- Harry Parker. Es el embajador británico en Madrid. Otros personajes de la Embajada son Lord Bumblebee y Peter Atkins.
- Teniente coronel Gumersindo Marranón. Es un alto mando de la Dirección General de Seguridad, que conoce a Anthony en su viaje en tren hacia Madrid, al inicio de la novela.
- Capitán Coscolluela. Es un agente de la Dirección General de Seguridad, subordinado de Gumersindo Marranón.
- Kolia. Es un espía soviético de identidad incierta cuya misión es liquidar a Anthony Whitelans. Según Whitelands, podría tratarse del mismo José Antonio.
- José Antonio Primo de Rivera. Es el líder de la Falange Española. En la novela se le describe como un hombre tremendamente carismático, inteligente, calculador y algo misterioso. A menudo actúa fuera de los límites de la legalidad. Se mueve por Madrid acompañado de un grupo de matones. Amante de Paquita, llega a entablar una peculiar relación con Anthony.
- Francisco Franco, Emilio Mola y Gonzalo Queipo de Llano. Son tres generales con gran desapego a la Segunda República que en la novela preparan la sublevación desde el palacete del duque de la Igualada. En una ocasión, Anthony se ve obligado a esconderse de ellos, tras haberles escuchado planear el golpe.
- Manuel Azaña.
- Niceto Alcalá-Zamora.